# Черьоха (Псковська область)
Черьоха (рос. Черёха) — присілок в Псковському районі Псковської області Російської Федерації.
Населення становить 1089 осіб. Входить до складу муніципального утворення Ядровська волость.

## Історія
Від 2015 року входить до складу муніципального утворення Ядровська волость.
У Черьосі розташований один із десантно-штурмових полків (104-й ДШП) 76-ї десантно-штурмової дивізії ПДВ РФ.

## Населення
| 2001 | 2002  | 2010  | 2016  | 2017  | 2021  |
| ---- | ----- | ----- | ----- | ----- | ----- |
| 1733 | ↗2345 | ↗2543 | ↘2117 | ↗2123 | ↘1089 |